# Henry Busse
Henry Busse Sr. (* 19. Mai 1894 in Magdeburg; † 23. April 1955 in Memphis (Tennessee)) war ein US-amerikanischer Jazz-Trompeter und Komponist.

## Leben und Wirken
Henry Busse wuchs auf einem Bauernhof außerhalb von Magdeburg auf; 1912 wanderte er in die Vereinigten Staaten aus und kam 1916 nach Hollywood, wo er zunächst als Trompeter in einer Filmtheaterband spielte. 1917 gehörte er der Frisco „Jass“ Band an; 1918 gehörte er zu den Gründungsmitgliedern des Paul Whiteman Orchestra. Busse war auch an verschiedenen Kompositionen der Band beteiligt, wie an den frühen Hiterfolgen „Hot Lips“ und „Wang Wang Blues“.  
Busse fungierte als Konzertmeister des Orchesters, als die Whiteman-Band in den 1920er-Jahren durch Europa tourte; dabei entdeckte er einen Song, den Robert Katscher komponiert hatte. Nach seiner Rückkehr in die Vereinigten Staaten schrieb Buddy DeSylva einen neuen Text und der Titel des Songs wurde in „When Day is Done“ umbenannt. Er wurde ein großer Hit und machte Busse berühmt.
Während seiner Zeit im Paul Whiteman Orchester spielte Busse auch mit den Brüdern Tommy und Jimmy Dorsey sowie mit Ray Bolger im Club Chez Paree, der im Besitz von Al Capone war; Busse leitete dann die dortige Hausband. 1928 begann er als Henry Busse and the Shuffle Rhythm Band aufzutreten:
Den Höhepunkt seines Erfolgs erreichte Busse in den Jahren von 1930 bis 1945, als er Tanzmusik und Swing spielte. Hingegen besprach das Down Beat Magazin seine Musik als "Sweet oder Mickey Mouse"-Stil. 1935 wirkte er mit seiner Band bei dem MGM-Farbfilm Starlit Days at the Lido und 1944 in dem Musicalfilm Belita tanzt (Lady Let's Dance) mit; in letzterem in einer Sprechrolle:
Busse arbeitete mit seinem Orchester bis zu seinem Tod im Jahr 1955; Mitglied seines Orchesters war in den 1950er-Jahren auch der Saxophonist J. R. Monterose. Busse starb bei einem Auftritt mit seiner Shuffle Rhythm Band bei einer Tagung von Bestattungsunternehmern im Peabody Hotel in Memphis (Tennessee).
Al Hirt und Herb Alpert bezeichneten Busses Spiel als Einfluss, besonders in seiner Version von Rhapsody in Blue.

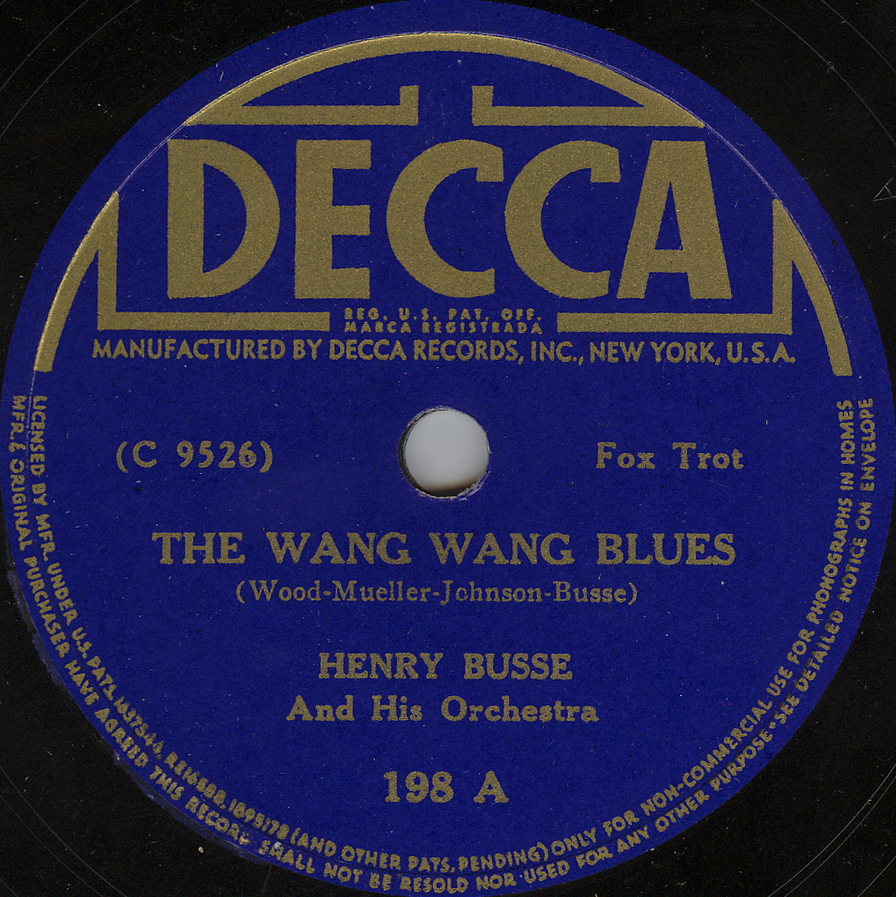
Henry Busses Aufnahme des Wang Wang Blues von 1934, seines Hits bei Paul Whiteman (1920)

Henry Busse war zweimal verheiratet.

## Diskographische Hinweise
- The Radio Days: Henry Busse & His Orchestra (Hindsight, 1935)
- The Uncollected, Henry Busse Vol. 2 (Hindsight, 1941–42)